# Grotte de la Salpêtrière
Pour les articles homonymes, voir Salpêtrière.
La grotte de la Salpêtrière est un abri sous roche profond situé sur la commune de Remoulins dans le département du Gard en Languedoc-Roussillon (région Occitanie).
Elle a livré l'une des stratigraphies les plus complètes du Paléolithique supérieur pour le Midi méditerranéen de la France et est le site éponyme du Salpêtrien, une culture paléolithique datée d'environ 19 000 ans avant le présent.

## Situation
L'abri se trouve à 200 mètres en aval du pont du Gard, en rive droite, sur la commune de Remoulins à quelque 50 mètres à l'est de la limite de commune avec Vers-Pont-du-Gard.

## Archéologie
Les nombreuses fouilles menées depuis 1872 ont presque épuisé le gisement. Les dernières campagnes ont permis d'y reconnaître des niveaux attribués à l'Aurignacien, au Gravettien, au Solutréen, au Salpêtrien, au Magdalénien, au Néolithique et au Chalcolithique.
Une pièce de ramure d'antilope saïga (Saiga tatarica) a été attribuée aux couches (de remplissage) correspondant au Tardiglaciaire (Würm IV, ~16 050 à 9 700 ans BC).

## Protection
La grotte est classée au titre des Monuments historiques depuis le 19 juin 1931. Elle n'est pas ouverte à la visite.